# Luis Diego López
Luis Diego López Breijo (Montevideo, 22 augustus 1974) is een voormalig profvoetballer uit Uruguay. Hij speelde als verdediger en stapte na zijn actieve loopbaan het trainersvak in.

## Clubcarrière
In eigen land speelde López, bijgenaamd Memo, voor CA River Plate (1994-1996). Na twee jaar voor het Spaanse Racing Santander te hebben gespeeld, streek hij neer in Italië, waar hij twaalf seizoenen de kleuren verdedigde van Cagliari.

## Interlandcarrière
López was tevens international voor Uruguay. Hij speelde in totaal 32 officiële interlands (één doelpunt) voor La Celeste. Onder leiding van bondscoach Héctor Núñez maakte hij zijn debuut voor de nationale ploeg op 19 oktober 1994 in de vriendschappelijke uitwedstrijd in Lima tegen Peru (0-1). Darío Silva maakte in dat duel in de achtste minuut het enige doelpunt van de wedstrijd.
Andere debutanten in die wedstrijd namens Uruguay waren Claudio Arbiza (Defensor Sporting Club), Raúl Otero (CA River Plate Montevideo), Marcelo Otero (CA Peñarol), Tabaré Silva (Defensor Sporting Club), Diego Tito (CA Bella Vista), Nelson Abeijón (Club Nacional de Football), Darío Delgado (Montevideo Wanderers FC), Fernando Correa (CA River Plate Montevideo), Darío Silva (CA Peñarol Montevideo) en Edgardo Adinolfi (CA River Plate Montevideo). Het jaar daarop won hij met zijn vaderland de strijd om de Copa América in eigen land.
1 Andrenacci ·
3 Huard ·
4 Adorni ·
5 Van de Looi ·
6 Fares ·
7 Birkir ·
8 Ndoj ·
9 Bianchi ·
11 Moncini ·
12 Lezzerini ·
14 Mangraviti ·  
15 Cistana ·  
16 Rivieira ·
18 Jallow ·
19 Tonini ·
20 Nuamah ·
21 Fogliata ·
22 Cortese ·
23 Galazzi ·
24 Dickmann ·
25 Bisoli  ·
26 Bertagnoli ·
27 Olzer ·
29 Borrelli ·
30 Pace ·
32 Papetti ·
39 Besaggio ·
Coach: Gastaldello